# Tahibly
Tahibly  est une localité de l'ouest de la Côte d'Ivoire et appartenant au département de Toulepleu, Région du Moyen Cavally. La localité de Tahibly est un chef-lieu de commune.
Le fondateur de ce village se nomme Tahi Djikui. La population autochtone de ce village se repartie selon les familles suivantes (liste non exhaustive);
- Les Klahô
- les Dakon
- les glakon
- les kwaou